# パラサイト・シングル
パラサイト・シングル（Parasite single）とは、「学卒後もなお親と同居し、基礎的生活条件を親に依存している未婚者」を指す造語である。

## 用語
パラサイト・シングルという用語は、1997年に山田昌弘（当時は東京学芸大学助教授）により提唱された造語である。親を宿主として寄生（パラサイト）する独身者（シングル）を意味する。単に「パラサイト」と呼ばれることもあり、「パラサイトする」と動詞化して用いられることもある。山田が1999年に筑摩書房から『パラサイト・シングルの時代』を出版し、広く知られるようになった。
山田によれば、成人後は自立を求められる北西ヨーロッパ諸国やアメリカ・カナダ・オーストラリアなどの諸国では見られないという。家事を親に任せて収入の大半を小遣いに充てられるため、時間的・経済的に豊かな生活を送ることができるとしている。そして結婚すると生活水準が下がるため結婚への動機付けが弱まり、未婚化の要因の1つになるとしている。
なお、学卒後は親に依存していなくても、学卒前までに親や祖父母等から過剰な贈与や財産分与受けた場合（相続を除く、ただし親やきょうだいの配慮により法定相続分大きく越える金額を相続した場合は含む）もこれに含まれるとしている。

## 類義語
類義語に子供部屋おじさんやパラサイト中年というインターネットスラングがある。また、近世の武士階級においては部屋住みがあった。
パラサイト・シングルについては、内閣府や厚生労働省も使用するなど、勤労している事実もある為、必ずしも侮辱語とはみなされない。実際、提唱者の山田自身ものちに、「90年代後半のパラサイト・シングルの女性は特に華やかでした。正社員として働きながら収入のほとんどは自分のために使う。結婚願望があれば玉の輿を目指し、趣味を極め、旅行や消費に走るなど選択肢も多様で、それぞれ夢を追いかけていた」と、当時のパラサイト・シングルを「独身貴族」的な羨望のニュアンスで振り返っている。
「子ども部屋おじさん」は、実家暮らしかつ独身かつ中高年の意味がある為、勤労、勤勉、就職活動、家事などをしているかどうかは関係ない。家族に依存している者もいれば自立している者もいる。パラサイトシングルは、勤労しているのは確かである。しかし、収入の低さや家事を家族に任せているなどの特徴がある。

## 各国の状況
山田が欧米諸国との比較を根拠に「日本の負の環境」として提唱したパラサイト・シングルであるが、実際には、欧米諸国含め世界各国で同様の状況は古くから存在しており、さらに近年増加傾向にある。
日本
- 福井商工会議所の調査によると、「とても満足」「やや満足」を合わせて73.8%のパラサイト・シングルが現状に満足しており、男性は「とても満足」（5.1%）と「やや満足」（56.4%）を合わせて61.5%、女性は「とても満足」が22.9%、「やや満足」（55.2%）を合わせて78.1%と、男性よりも女性の方が満足度が高くなっている[7]。
- 2000年の総務省「国勢調査」によれば、親族と同居する20代・30代の未婚者は、男性が約651.2万人、女性が約568.6万人である。
- 2016年の総務省統計局によると、親と同居の壮年未婚者数（35-44歳）は約288万人である[8]。

アメリカ合衆国
- 米国の18～29歳の若者が親と同居する割合は、戦前は40%前後の高い水準で推移したのち1940年頃までに48%に上昇、戦後は1960年頃にかけて30%前後まで大幅に低下、その後は上昇傾向を続け、2020年には50%の半数を超えた[9]。クラーク大学のジェフリー・アーネット教授は「『実家に居続けるのは怠け者』という考えは、特に白人の間で根強かったが、今の時代は若者が人生の方向性を見つけるまでに時間がかかる。実家暮らしの若者が緩やかに増える中、否定的な見方は薄れている」と指摘する[9]。トウィックスターも参照。

イタリア
- イタリアでは家族との結びつきが強く、慣習的に結婚するまで親元に残るのが一般的である。マモーニを参照。

中国
- 啃老族を参照。

## 定義の問題点
パラサイト・シングルに関するこれまでの家族研究において、離家や自立のあり方に対する文化的階層的、またジェンダーによる差異は等閑視されがちであった。日本では、長男による継承（あるいは地域によって多様な継承に関するルール）が規範として存在しており、伝統的にも離家をもたらす進学就職による地域移動の可能性は、地域や階層によって異なる。しかし当初のパラサイト・シングル論においては、とくに国際比較の文脈においてはアングロサクソン型の、離家が自立の基礎で規範的とする観点から、同居を依存と捉える視点が強かった（なお地域の違いによる家族の在り方の多様性に関する詳細はエマニュエル・トッドの家族型を参照）。
日本ではたとえば女性は結婚するまで親元にいるべきとか、地域によっては、都会に出て戻るよりも、一貫して地元で進学・就職をすることが望ましいという規範などが経験的には知られているが、家族研究においては進学や就職、結婚前の離家規範が、階層やジェンダーによって多様に編成されていることも十分考慮されているとはいえない。
さらに、当初は「独身貴族」と言われるような、裕福な親に依存しながら悠々自適な独身生活を送る若者に対する問題提起としての背景があったが、2000年代以降、山田が仮説を提起した時点よりも、日本社会では非正規化の進展などにより若年層を中心に雇用環境が悪化し、個人/世帯の経済力も低下傾向という大きな構造的変化によって、未婚化は決して未婚者個人の選好の問題ではなく、構造的な帰結であるという認識が広まった。
加えて、これらの問題提起の中で度々言及される「自立」「巣立ち」といった概念についても、時代背景や地域背景によってその困難性が大きく異なる。たとえば、20世紀初頭と21世紀初頭ではテクノロジーの進退によって、生活の基本的要件の確保（家事・食事等）に対する煩雑性は大きく異なり、また田舎と都市部では地域格差によって、生活の基本的要件を満たすための基盤である所得も大きく異なる。実際、多くの発展途上国では成人の子どもを含む大家族を形成する傾向があることで知られ、パラサイト・シングル的な現代的「自立」に対する問題提起がなされるのは核家族形態が典型となった近年の先進国である。さらに極論を語れば、人間本来の自立型生活とは完全なる自給自足生活を指すわけであり、近年のテクノロジー依存型のライフスタイルを送る先進国の国民の多くは、親子同居や一人暮らし経験の有無に関わらず、皆自立型生活を送れていないということになる。
なお、鳥類の巣立ちに代表されるような一部の生物種における生態を、人間社会にも通ずる普遍的な姿として、ときにパラサイト・シングル論などに結びつけられることもあるが、これは必ずしも正しくない。生物は多様性に満ちており、子育て（産卵後の保護）すらしない種もあれば、ある時点で子育てを終える種（前述の鳥類がこれにあたる）、さらには生涯を群れで暮らすような種もある。人類に最も近い類人猿を例にとってみても、ニホンザルでは、メスは生涯を生まれた群れで過ごし、オスは性成熟に達すると生まれた群れを出ていく「母系複雄複雌群」であるのに対し、チンパンジーでは、オスが生涯を生まれた群れで過ごし、メスが性成熟に達すると生まれた群れを出ていく「父系複雄複雌群」である。
マーケティングライターの牛窪恵は、パラサイト・シングルの高齢化とともに、高齢者向けのシェアハウスが一般的になるのではないか、との持論を述べている。提唱者の山田も同じく、欧米で一般的なルームシェアと、日本におけるパラサイト・シングルの根本的な類似性を指摘している。

## 書誌情報
- 山田昌弘『パラサイト・シングルの時代』筑摩書房、1999年10月1日。ISBN 4480058184